# Charlotte Ander
Pour les articles homonymes, voir Ander et Ander (homonymie).
Charlotte Ander, nom de scène de Charlotte Andersch, née le 14 août 1902 à Berlin (Empire allemand) et morte le 5 août 1969 à Berlin-Ouest (Allemagne de l'Ouest), est une actrice allemande.

## Biographie
Charlotte Ander naît à Berlin du couple de scène et de cinéma allemand Rudolf Andersch (de) et Ida Perry (de).
Elle est formée au Berliner Staatstheater et est une star à l'ère du muet avant de faire la transition vers le son. Sa carrière cinématographique débute en 1921 avec deux films de Dimitri Buchowetzki, Die letzte Stunde et Danton dans lequel elle est Lucile Desmoulins. Elle tient ensuite d'innombrables rôles principaux dans les films muets et les premiers films parlants avec les super-stars Emil Jannings, Marlene Dietrich et Hans Albers.

## Filmographie

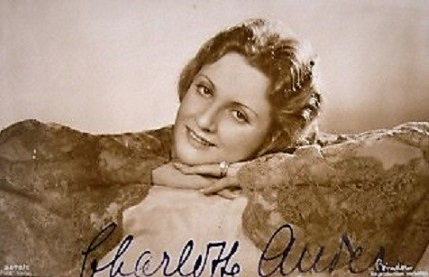
Charlotte Ander, photographiée par Alexander Binder.

- 1921 : Die letzte Stunde de Dimitri Buchowetzki
- 1921 : Der Streik der Diebe
- 1921 : Die Abenteuer eines Ermordeten – 2. Der Smaragd des Badjah von Panlanzur
- 1921 : Die große und die kleine Welt (de)
- 1921 : Danton de Dimitri Buchowetzki : Lucile Desmoulins
- 1921 : Sturmflut des Lebens
- 1921 : Trick–Track
- 1922 : Das goldene Netz
- 1922 : Bardame
- 1922 : Im Kampf mit dem unsichtbaren Feind
- 1922 : Der Liebe Pilgerfahrt (de)
- 1923 : Die Taifunhexe
- 1923 : Tragödie der Liebe de Joe May
- 1923 : Ein Weib, ein Tier, ein Diamant
- 1924 : Horrido (de)
- 1924 : Das Geschöpf
- 1924 : Die Bacchantin (de)
- 1924 : Dr. Wislizenus
- 1925 : Pension Groonen (de)
- 1925 : Ein Sommernachtstraum
- 1925 : Ein Walzer von Strauß (de)
- 1925 : Eine Minute vor Zwölf
- 1926 : Die Brandstifter Europas (de)
- 1926 : Der lachende Ehemann
- 1926 : Ledige Töchter
- 1926 : Wien – Berlin (de)
- 1927 : Der Himmel auf Erden (de)
- 1927 : Liebesreigen (de)
- 1927 : Eine kleine Freundin braucht jeder Mann
- 1928 : Der alte Fritz – 1. Friede (de)
- 1928 : Wer das Scheiden hat erfunden
- 1928 : Die Dame und ihr Chauffeur (de)
- 1928 : Die beiden Seehunde (de)
- 1928 : Gaunerliebchen
- 1929 : Die Nacht gehört uns (de)
- 1930 : Wien, du Stadt der Lieder (de)
- 1930 : Die zärtlichen Verwandten (de)
- 1930 : Nur Du
- 1930 : Flachsmann als Erzieher
- 1931 : Weib im Dschungel
- 1931 : Die Firma heiratet (de)
- 1931 : Autour d'une enquête (Voruntersuchung) de Robert Siodmak
- 1931 : Wenn die Soldaten…
- 1931 : Elisabeth von Österreich (de)
- 1931 : Arm wie eine Kirchenmaus (de)
- 1932 : Chauffeur Antoinette (de)
- 1932 : Zwei himmelblaue Augen
- 1932 : Raspoutine (Rasputin, Dämon der Frauen) d'Adolf Trotz : Musja Suschkowa
- 1932 : Wenn dem Esel zu wohl ist...
- 1932 : Das Millionentestament
- 1932 : Goldblondes Mädchen, ich schenk’ Dir mein Herz – Ich bin ja so verliebt…
- 1932 : La Comtesse Maritza (Gräfin Mariza) de Richard Oswald
- 1932 : Liebe, Scherz und Ernst
- 1933 : Ein Lied geht um die Welt (de)
- 1933 : Trois Bleus et une blonde (Drei blaue Jungs – ein blondes Mädel) de Carl Boese
- 1933 : Zwei im Sonnenschein
- 1933 : Maid Happy
- 1934 : My Song Goes Round the World (de)
- 1936 : Fünf Personen suchen Anschluss (court métrage)
- 1938 : Wie einst im Mai
- 1939 : Anton der Letzte (de)
- 1940 : Blonde Frau übern kurzen Weg (court métrage)
- 1950 : Maharadscha wider Willen (de)
- 1950 : Familie Benthin
- 1952 : Mein Herz darfst Du nicht fragen (de)
- 1953 : Das tanzende Herz (de)
- 1954 : La Mouche (Die Mücke)
- 1955 : Le 20 Juillet (Der 20. Juli)
- 1955 : Peter Schlemihl (série télévisée)
- 1965 : Es geschah in Berlin (de) – Trickbetrüger Tubatzki (série télévisée)
- 1967 : Till, der Junge von nebenan (de) (série télévisé, 1 saison)